# Miske
Miske (kroatisch Miška) ist eine ungarische Gemeinde im Kreis Kalocsa im Komitat Bács-Kiskun.

## Geografische Lage
Miske liegt ungefähr zehn Kilometer südöstlich der Kreisstadt Kalocsa. Nachbargemeinden sind Drágszél und Hajós.

## Geschichte
Miske wurde 1719 gegründet.

## Sehenswürdigkeiten
- Millenniumsdenkmal, erschaffen von Ferenc Árvai
- Römisch-katholische Kirche Szent Mihály, erbaut 1731
- Statue des Erzengel Michael (Mihály arkangyal)
- Zwei Standbilder des heiligen Johannes Nepomuk (Nepomuki Szent János-szobor), erschaffen 1778 und 1828

## Verkehr
In Miske kreuzen sich die Landstraßen Nr. 5311 und Nr. 5312. Der nächstgelegene Bahnhof befindet sich nordöstlich in der Stadt  Kiskőrös.